# 가락지나물
가락지나물(Potentilla kleiniana)은 한국·일본·중국·인도 등 난대에서 열대에 걸쳐 분포하는 여러해살이풀로 습기 있는 곳에서 자란다.

## 형태
높이는 20-60cm로 하반부가 비스듬히 누워 자란다. 밑동에서 나는 잎은 긴 잎자루를 가진 5출장상복엽(五出掌狀複葉)이고, 줄기에는 잎이 3개씩 달리며, 위로 올라갈수록 잎자루가 짧아진다. 꽃은 5-7월에 황색으로 피는데, 취산꽃차례를 이루고 작은 꽃대는 5-20mm로 뒤로 향하며 흰색 털이 있다. 수술과 암술이 많고, 꽃받침은 가장자리에 짧은 털이 있다. 수과는 털이 없고 세로로 약간 주름진다.

## 쓰임새
어린순은 식용한다. 한방에서 약으로 쓸 때, 가락지나물의 지상에 나온 부분을 사함(蛇含)이라 하며, 뱀독을 풀고, 태아에게 영양분을 공급해 주고, 출혈을 멈추게 하고, 열기를 식히는 효능이 있다. 또한 가락지나물 뿌리에서 추출한 알코올 성분은 상처를 치료하는 소독제의 효과를 볼 수 있는 것으로 드러났다.